# Russy, Broye
Bản mẫu:Otherplaces3
Russy là một đô thị trong huyện Broye thuộc bang Fribourg ở Thụy Sĩ.